# AZ in het seizoen 2013/14
In het seizoen 2013/2014 kwam AZ uit in de Eredivisie. Het seizoen werd geopend met de wedstrijd om de Johan Cruijff Schaal 2013 waarin AZ als bekerwinnaar van het seizoen 2012/2013 het opnam tegen landskampioen AFC Ajax. In de maand augustus plaatste AZ zich via de play-offronde voor de poulefase van de Europa League. Op 28 november plaatste AZ zich voor de volgende ronde van de Europa League. Hierdoor kon AZ overwinteren in Europa. Uiteindelijk strandde AZ in kwartfinales van de Europa League waarin SL Benfica over twee wedstrijden te sterk was.
Bij de KNVB Beker wist AZ in de halve finale dit jaar niet te winnen van Ajax, waardoor Ajax zich plaatste voor de finale. Op gebied van de Eredivisie bereikte AZ de 8e plaats wat genoeg was om mee te doen aan de play-offs voor een Europa League ticket. Echter nadat SC Heerenveen eerst verslagen was, bleek in de 57e en 58e officiële wedstrijd van het seizoen voor AZ FC Groningen te sterk te zijn. Hierdoor zal AZ in het seizoen 2014/2015 voor de tweede keer in elf jaar tijd geen Europees voetbal spelen.
Op 29 september 2013 werd Gert-Jan Verbeek als trainer ontslagen. Op 20 oktober 2014 zat Dick Advocaat voor het eerst weer op de bank als trainer van AZ. Bij de wintertransfers waren de opvallendste namen Maarten Martens die naar PAOK Saloniki vertrok, en Simon Poulsen die weer terugkeerde bij AZ.

## Selectie

### Eerste Elftal
| Nr.           | Nat.       | Naam                    | Geb. dat.  | Contract | Vorige club          |         |         |         |         |         |         |
| Keepers       | Keepers    | Keepers                 | Keepers    | Keepers  | Keepers              | Keepers | Keepers | Keepers | Keepers | Keepers | Keepers |
| ------------- | ---------- | ----------------------- | ---------- | -------- | -------------------- | ------- | ------- | ------- | ------- | ------- | ------- |
| 1             | Costa Rica | Esteban                 | 28-04-1989 | 2015     | Deportivo Saprissa   |         |         |         |         |         |         |
| 16            | België     | Yves De Winter          | 25-05-1987 | 2015     | De Graafschap        |         |         |         |         |         |         |
| 21            | Nederland  | Erik Heijblok           | 29-05-1977 | 2014     | Ajax                 |         |         |         |         |         |         |
| 37            | Nederland  | Hobie Verhulst          | 02-04-1993 | -        | Eigen jeugd          |         |         |         |         |         |         |
| Verdedigers   |            |                         |            |          |                      |         |         |         |         |         |         |
| 2             | Zweden     | Mattias Johansson       | 16-02-1992 | 2016     | Kalmar FF            |         |         |         |         |         |         |
| 3             | Nederland  | Dirk Marcellis          | 13-04-1988 | 2014     | PSV                  |         |         |         |         |         |         |
| 4             | Nederland  | Nick Viergever          | 03-08-1989 | 2014     | Sparta Rotterdam     |         |         |         |         |         |         |
| 5             | Nederland  | Donny Gorter            | 15-09-1988 | 2016     | NAC Breda            |         |         |         |         |         |         |
| 6             | Nederland  | Etiënne Reijnen         | 05-04-1987 | 2014     | FC Zwolle            |         |         |         |         |         |         |
| 15            | Denemarken | Simon Poulsen           | 07-10-1984 | 2015     | UC Sampdoria         |         |         |         |         |         |         |
| 24            | Nederland  | Jeffrey Gouweleeuw      | 10-07-1991 | 2018     | SC Heerenveen        |         |         |         |         |         |         |
| 28            | Finland    | Thomas Lam              | 18-12-1993 | 2016     | Eigen Jeugd          |         |         |         |         |         |         |
| 29            | België     | Jan Wuytens             | 09-06-1985 | 2017     | FC Utrecht           |         |         |         |         |         |         |
| 34            | Nederland  | Wesley Hoedt            | 06-03-1994 | 2015     | Eigen jeugd          |         |         |         |         |         |         |
| Middenvelders |            |                         |            |          |                      |         |         |         |         |         |         |
| 8             | Servië     | Nemanja Gudelj          | 16-11-1991 | 2017     | NAC Breda            |         |         |         |         |         |         |
| 10            | Kameroen   | Willie Overtoom         | 02-09-1986 | 2016     | Heracles Almelo      |         |         |         |         |         |         |
| 12            | Zweden     | Viktor Elm              | 13-11-1985 | 2016     | SC Heerenveen        |         |         |         |         |         |         |
| 19            | Noorwegen  | Markus Henriksen        | 25-07-1992 | 2017     | Rosenborg BK         |         |         |         |         |         |         |
| 26            | Paraguay   | Celso Ortiz             | 26-01-1989 | 2014     | Cerro Porteño        |         |         |         |         |         |         |
| 31            | Nederland  | Joris van Overeem       | 01-06-1994 | -        | Eigen jeugd          |         |         |         |         |         |         |
| 33            | Nederland  | Thom Haye               | 09-02-1995 | -        | Eigen jeugd          |         |         |         |         |         |         |
| Aanvallers    |            |                         |            |          |                      |         |         |         |         |         |         |
| 7             | IJsland    | Johann Berg Gudmundsson | 27-10-1990 | 2014     | Breidablik Kopavogur |         |         |         |         |         |         |
| 9             | Australië  | Eli Babalj              | 21-02-1992 | 2017     | Melbourne Heart      |         |         |         |         |         |         |
| 20            | IJsland    | Aron Jóhannsson         | 10-11-1990 | 2017     | Aarhus GF            |         |         |         |         |         |         |
| 22            | Nederland  | Steven Berghuis         | 19-12-1991 | 2017     | FC Twente            |         |         |         |         |         |         |
| 23            | Nederland  | Roy Beerens             | 22-12-1987 | 2015     | sc Heerenveen        |         |         |         |         |         |         |
| 35            | Nederland  | Raymond Gyasi           | 05-08-1994 | 2014     | Eigen Jeugd          |         |         |         |         |         |         |
| 40            | Nederland  | Fernando Lewis          | 31-01-1993 | 2016     | Eigen Jeugd          |         |         |         |         |         |         |
| 44            | Zweden     | Denni Avdić             | 05-09-1988 | 2016     | Werder Bremen        |         |         |         |         |         |         |

### Aangetrokken
| No. | Nationaliteit | Positie      | Naam               | Vorige club     | Bijzonderheden                |
| --- | ------------- | ------------ | ------------------ | --------------- | ----------------------------- |
| 24  | Nederland     | Verdediger   | Jeffrey Gouweleeuw | SC Heerenveen   |                               |
| 25  | België        | Verdediger   | Jonas Heymans      | Lierse SK       |                               |
| 29  | België        | Verdediger   | Jan Wuytens        | FC Utrecht      |                               |
| 8   | Servië        | Middenvelder | Nemanja Gudelj     | NAC Breda       |                               |
| 9   | Australië     | Aanvaller    | Eli Babalj         | Melbourne Heart |                               |
| 35  | Nederland     | Aanvaller    | Raymond Gyasi      | Eigen Jeugd     |                               |
| 44  | Zweden        | Aanvaller    | Denni Avdić        | Werder Bremen   |                               |
| 15  | Denemarken    | Verdediger   | Simon Poulsen      | UC Sampdoria    | Tijdens wintertransferperiode |

### Vertrokken
| Nationaliteit    | Positie      | Naam              | Naar            | Bijzonderheden |
| ---------------- | ------------ | ----------------- | --------------- | -------------- |
| Marokko          | Middenvelder | Ali Messaoud      | Willem II       |                |
| Nederland        | Verdediger   | Jeffrey Ket       | Telstar         |                |
| Nederland        | Verdediger   | Giliano Wijnaldum | FC Groningen    |                |
| Nederland        | Aanvaller    | Ruud Boymans      | Willem II       | Verhuurd       |
| Nederland        | Middenvelder | Adam Maher        | PSV             |                |
| Verenigde Staten | Aanvaller    | Jozy Altidore     | Sunderland FC   |                |
| Nederland        | Aanvaller    | Mikhail Rosheuvel | Heracles Almelo | Verhuurd       |
| Nederland        | Middenvelder | Erik Falkenburg   | Go Ahead Eagles | Verhuurd       |
| Nederland        | Verdediger   | Paul Kok          | Telstar         | Verhuurd       |
| België           | Middenvelder | Maarten Martens   | PAOK Saloniki   | *              |
| Nederland        | Verdediger   | Ridgeciano Haps   | Go Ahead Eagles | Verhuurd *     |
| België           | Verdediger   | Jonas Heymans     | Willem II       | Verhuurd *     |

* Tijdens wintertransferperiode

## Vriendschappelijk 2013/2014

### Wedstrijdverslagen

#### Zomerperiode
| |                                                                            |                | | |
| vrijdag 28 juni 2013, 19.00 uur | VV Dirkshorn                                                               | 1 - 4 (1 - 1)  | AZ | : Nick Viergever (1e helft) : Jan Wuytens (2e helft) |
| Sportcomplex, Dirkshorn toeschouwers: Scheidsrechter: Erwin Blank                                                                           | Klein '40                                                                  |                | '18 Nemanja Gudelj '67 Willie Overtoom '72 Steven Berghuis '84 Mikhail Rosheuvel | 1e helft AZ: Esteban; Mattias Johansson, Jeffrey Gouweleeuw, Nick Viergever, Donny Gorter; Nemanja Gudelj, Celso Ortiz, Viktor Elm; Roy Beerens, Aron Jóhannsson, Johann Berg Gudmundsson 2e helft AZ: Yves De Winter; Etiënne Reijnen, Thomas Lam, Jan Wuytens, Ridgeciano Haps; Willie Overtoom, Joris van Overeem, Thom Haye; Mikhail Rosheuvel, Eli Babalj, Steven Berghuis                                                                                     |
| Bijzonderheden: |                                                                            |                | | |
| |                                                                            |                | | |
| woensdag 3 juli 2013, 19.00 uur | SV Kleine Sluis                                                            | 0 - 8 (0 - 5)  | AZ | : Nick Viergever (1e helft) : Viktor Elm (2e helft) |
| Het Kleine Sluis, Anna Paulowna toeschouwers: 1.750 Scheidsrechter: Ingmar Oostrom                                                          | Broersen 21'                                                               |                | '16 Roy Beerens '26 Nemanja Gudelj '30 Roy Beerens '32 Aron Jóhannsson '37 Willie Overtoom '67 Eli Babalj '89 Donny Gorter (pen) '90 Eli Babalj                                                                                | 1e helft AZ: Esteban; Mattias Johansson, Jeffrey Gouweleeuw, Jan Wuytens, Nick Viergever; Willie Overtoom, Celso Ortiz, Nemanja Gudelj; Roy Beerens, Aron Jóhannsson, Johann Berg Gudmundsson 2e helft AZ: Erik Heijblok, Etiënne Reijnen, Thomas Lam, Jonas Heymans, Donny Gorter; Thom Haye, Joris van Overeem, Viktor Elm; Mikhail Rosheuvel, Eli Babalj, Steven Berghuis                                                                                        |
| Bijzonderheden: - Nemanja Gudelj speelde met het rugnummer 8 van de onlangs vertrokken Adam Maher                                           |                                                                            |                | | |
| |                                                                            |                | | |
| zaterdag 6 juli 2013, 17.00 uur | West Frisia DP                                                             | 0 - 12 (0 - 8) | AZ | : Nick Viergever (1e helft) : Thomas Lam (2e helft) |
| Immerhorn, Enkhuizen toeschouwers: Scheidsrechter: Gino D'Onorio                                                                            |                                                                            |                | '1 Roy Beerens '7 Nick Viergever '8 Aron Jóhannsson '16 Markus Henriksen '20 Steven Berghuis '22 Aron Jóhannsson (pen) '34 Steven Berghuis '36 Nemanja Gudelj '46 Eli Babalj '52 Eli Babalj '53 Ridgeciano Haps '54 Eli Babalj | 1e helft AZ: Esteban; Mattias Johansson, Jeffrey Gouweleeuw, Jan Wuytens, Nick Viergever; Nemanja Gudelj, Markus Henriksen, Viktor Elm; Roy Beerens, Aron Jóhannsson, Steven Berghuis 2e helft AZ: Hobie Verhulst; Etiënne Reijnen, Thomas Lam, Jonas Heymans, Ridgeciano Haps; Thom Haye, Joris van Overeem, Willie Overtoom; Fernando Lewis, Eli Babalj, Johann Berg Gudmundsson                                                                                  |
| Bijzonderheden: |                                                                            |                | | |
| |                                                                            |                | | |
| dinsdag 9 juli 2013, 19.00 uur | Go Ahead Eagles                                                            | 3 - 0 (1 - 0)  | AZ | : |
| De Woldermarck, Terwolde toeschouwers: - Scheidsrechter: Pol van Boekel                                                                     | Marnix Kolder '2 Xander Houtkoop '54 Marnix Kolder (pen) '57               |                | | Basisopstelling AZ: Esteban; Mattias Johansson, Jeffrey Gouweleeuw], Nick Viergever, Donny Gorter; Nemanja Gudelj, Markus Henriksen, Viktor Elm; Roy Beerens, Aron Jóhannsson, Johann Berg Gudmundsson Toegepaste wissels AZ: '15 Gudmundsson Berghuis '46 Esteban De Winter '46 M. Johansson Reijnen '46 Elm Overtoom '60 Gouweleeuw Lam '60 Gorter Wuytens '60 Henriksen Van Overeem '60 Beerens Lewis '60 A. Jóhansson Babalj '75 Viergever Haps '75 Gudelj Haye |
| Bijzonderheden: |                                                                            |                | | |
| |                                                                            |                | | |
| donderdag 11 juli 2013, 19.00 uur | CSV Apeldoorn                                                              | 1 - 7 (0 - 7)  | AZ | : |
| Sportpark Ericaweg, Epe toeschouwers: Scheidsrechter: -                                                                                     | Van Schooten '78 Hoekstra Bresser Mojet                                    |                | '4 Nemanja Gudelj '13 Aron Jóhannsson '20 Viktor Elm '22 Viktor Elm '24 Aron Jóhannsson '35 Jeffrey Gouweleeuw '43 Viktor Elm                                                                                                  | Basisopstelling AZ: Esteban; Mattias Johansson, Jeffrey Gouweleeuw, Jan Wuytens, Nick Viergever; Nemanja Gudelj, Markus Henriksen, Viktor Elm; Roy Beerens, Aron Jóhannsson, Steven Berghuis Toegepaste wissels AZ: '46 Esteban Verhulst '46 Elm Overtoom '46 Henriksen Ortiz '60 Viergever Gorter '60 Wuytens Heymans '60 Gouweleeuw Lam '60 M. Johansson Marcellis '60 Gudelj Haye '60 Beerens Gyasi '60 A. Jóhannsson Babalj '60 Berghuis Martens                |
| Bijzonderheden: - Zowel Maarten Martens als Dirk Marcellis vielen in de 2e helft in. Dit waren hun eerste speelminuten sinds hun blessures. |                                                                            |                | | |
| |                                                                            |                | | |
| zaterdag 13 juli 2013, 17.00 uur | VV Steenwijk                                                               | 0 - 10 (0 - 5) | AZ | : |
| Sportpark De Nieuwe Gagels, Steenwijk toeschouwers: Scheidsrechter: Alwin Steeg                                                             |                                                                            |                | '16 Aron Jóhannsson '25 Nick Viergever '33 Aron Jóhannsson '37 Viktor Elm '44 Roy Beerens '62 Celso Ortiz '64 Eli Babalj '69 Steven Berghuis '76 Eli Babalj '90 Eli Babalj                                                     | 1e helft AZ: Esteban; Mattias Johansson, Thomas Lam, Jan Wuytens, Nick Viergever; Willy Overtoom, Markus Henriksen, Viktor Elm; Roy Beerens, Aron Jóhannsson, Johann Berg Gudmundsson 2e helft AZ: Yves De Winter; Ridgeciano Haps, Etiënne Reijnen, Jonas Heymans, Donny Gorter; Celso Ortiz, Thom Haye, Joris van Overeem; Raymond Gyasi, Eli Babalj, Steven Berghuis                                                                                             |
| Bijzonderheden: |                                                                            |                | | |
| |                                                                            |                | | |
| woensdag 17 juli 2013, 19.00 uur | AZ                                                                         | 3 - 0 (1 - 0)  | MVV | : |
| Sportcomplex, Dirkshorn toeschouwers: Scheidsrechter: S. Mulder                                                                             | Aron Jóhannsson '26 Nemanja Gudelj '43 Aron Jóhannsson '67 Jan Wuytens '70 |                | '52 Nathan Rutjes '78 Leroy Labylle | Basisopstelling AZ: Esteban; Mattias Johansson, Jeffrey Gouweleeuw, Jan Wuytens, Nick Viergever; Nemanja Gudelj, Markus Henriksen, Viktor Elm; Roy Beerens, Aron Jóhannsson, Johann Berg Gudmundsson Toegepaste wissels AZ: '46 Gudmundsson Berghuis '61 M. Johansson Reijnen '61 Gouweleeuw Lam '61 Elm Overtoom '76 Henriksen Ortiz '76 Beerens Lewis '76 A. Jóhannsson Babalj                                                                                    |
| Bijzonderheden: |                                                                            |                | | |
| |                                                                            |                | | |
| zondag 21 juli 2013, 16.00 uur | AZ                                                                         | 3 - 0 (2 - 0)  | Getafe CF | : Nick Viergever (1e helft) : Jan Wuytens (46e min - 76e min) : Maarten Martens (vanaf 76e min) |
| AFAS Stadion, Alkmaar toeschouwers: Scheidsrechter: Jochem Kamphuis                                                                         | Roy Beerens '1 Viktor Elm '14 Aron Jóhannsson '75                          |                | '22 Castro '?? Michel '55 Michel '84 Sarabia | Basisopstelling AZ: Esteban; Mattias Johansson, Jeffrey Gouweleeuw, Jan Wuytens, Nick Viergever; Nemanja Gudelj, Markus Henriksen, Viktor Elm; Roy Beerens, Aron Jóhannsson, Johann Berg Gudmundsson Toegepaste wissels AZ: '46 Gudelj Overtoom '46 Viergever Gorter '69 Henriksen Ortiz '69 Beerens Lewis '76 Gouweleeuw Lam '76 Elm Berghuis '76 Gudmundsson Martens '82 M. Johansson Reijnen '82 Wuytens Heymans '82 A. Jóhannsson Haye                          |
| Bijzonderheden: - AZ speelde deze wedstrijd ter gelegenheid van hun Fandag (Open Dag)                                                       |                                                                            |                | | |

#### Winterperiode (Trainingskamp Estepona, Spanje)
|                                                          |                 |               |                    | |
| Dinsdag 7 januari 2014, 16.00 uur                        | AZ              | 0 - 1 (0 - 1) | Club Brugge        | : Maarten Martens (1e helft) : Viktor Elm (2e helft) |
| Estepona toeschouwers: - Scheidsrechter: Onbekend        |                 |               | '17 Víctor Vázquez | Opstelling AZ 1e helft: Yves De Winter; Mattias Johansson, Jeffrey Gouweleeuw, Jan Wuytens, Nick Viergever; Nemanja Gudelj, Celso Ortiz, Maarten Martens; Roy Beerens, Aron Jóhannsson, Johann Berg Gudmundsson Opstelling AZ 2e helft: Yves De Winter; Etiënne Reijnen, Thomas Lam, Wesley Hoedt, Ridgeciano Haps; Viktor Elm, Donny Gorter, Willie Overtoom; Steven Berghuis, Denni Avdić, Fernando Lewis                                         |
| Bijzonderheden:                                          |                 |               |                    | |
| Donderdag 9 januari 2014, 16.00 uur                      | AZ              | 1 - 0 (0 - 0) | RAEC Mons          | : Maarten Martens (1e helft) : Johann Berg Gudmundsson (46e - 65e min.) : Donny Gorter (vanaf 65e min.) |
| Estepona toeschouwers: - Scheidsrechter: Onbekend        | Denni Avdić 85' |               |                    | Opstelling AZ: Yves De Winter; Etiënne Reijnen, Jeffrey Gouweleeuw, Jan Wuytens, Nick Viergever; Nemanja Gudelj, Celso Ortiz, Viktor Elm; Roy Beerens, Aron Jóhannsson, Maarten Martens Toegepaste wissels AZ: '18 Beerens Gudmundsson '46 Reijnen M. Johansson '46 Gouweleeuw Lam '46 Wuytens Hoedt '46 Viergever Haps '46 Gudelj Van Overeem '46 Ortiz Henriksen '46 Elm Gorter '46 A. Jóhannsson Avdić '46 Martens Overtoom '65 Gudmundsson Haye |
| Bijzonderheden:                                          |                 |               |                    | |
| Zaterdag 11 januari 2014, 15.00 uur                      | AZ              | 0 - 1 (0 - 0) | SV Zulte Waregem   | : Nick Viergever (1e helft) : Donny Gorter (2e helft) |
| Estepona toeschouwers: Onbekend Scheidsrechter: Onbekend |                 |               | '90 Formose Mendy  | Opstelling AZ: Esteban; Etiënne Reijnen, Jeffrey Gouweleeuw, Jan Wuytens, Nick Viergever; Nemanja Gudelj, Celso Ortiz, Viktor Elm; Johann Berg Gudmundsson, Aron Jóhannsson, Thom Haye Toegepaste wissels AZ: '21 Gouweleeuw Lam '46 Reijnen M. Johansson '46 Wuytens Hoedt '46 Viergever Haps '46 Gudelj Henriksen '46 Ortiz Van Overeem '46 Elm Gorter '65 Gudmundsson Overtoom '72 A. Jóhannsson Elm                                             |
| Bijzonderheden:                                          |                 |               |                    | |

### Statistieken oefenwedstrijden
| Speler                  | Wedstr. | Aantal doelpunten | Aantal gele kaarten | Aantal 2× geel | Aantal rode kaarten | Aantal keren gewisseld | Aantal keren ingevallen |
| ----------------------- | ------- | ----------------- | ------------------- | -------------- | ------------------- | ---------------------- | ----------------------- |
| Esteban                 | 9       | 0                 | 0                   | 0              | 0                   | 6                      | 0                       |
| Mattias Johansson       | 11      | 0                 | 0                   | 0              | 0                   | 9                      | 2                       |
| Jeffrey Gouweleeuw      | 10      | 1                 | 0                   | 0              | 0                   | 10                     | 0                       |
| Jan Wuytens             | 11      | 1                 | 0                   | 0              | 0                   | 7                      | 3                       |
| Nick Viergever          | 11      | 2                 | 0                   | 0              | 0                   | 10                     | 0                       |
| Nemanja Gudelj          | 10      | 4                 | 1                   | 0              | 0                   | 9                      | 0                       |
| Markus Henriksen        | 8       | 1                 | 0                   | 0              | 0                   | 6                      | 2                       |
| Viktor Elm              | 11      | 5                 | 0                   | 0              | 0                   | 9                      | 3                       |
| Roy Beerens             | 10      | 5                 | 0                   | 0              | 0                   | 10                     | 0                       |
| Aron Jóhannsson         | 11      | 10                | 0                   | 0              | 0                   | 11                     | 0                       |
| Johann Berg Gudmundsson | 10      | 0                 | 0                   | 0              | 0                   | 9                      | 2                       |
| Yves De Winter          | 5       | 0                 | 0                   | 0              | 0                   | 0                      | 3                       |
| Erik Heijblok           | 1       | 0                 | 0                   | 0              | 0                   | 0                      | 1                       |
| Hobie Verhulst          | 2       | 0                 | 0                   | 0              | 0                   | 0                      | 2                       |
| Dirk Marcellis          | 1       | 0                 | 0                   | 0              | 0                   | 0                      | 1                       |
| Donny Gorter            | 9       | 1                 | 0                   | 0              | 0                   | 2                      | 7                       |
| Etiënne Reijnen         | 10      | 0                 | 0                   | 0              | 0                   | 2                      | 8                       |
| Jonas Heymans           | 5       | 0                 | 0                   | 0              | 0                   | 0                      | 5                       |
| Thomas Lam              | 11      | 0                 | 0                   | 0              | 0                   | 1                      | 10                      |
| Ridgeciano Haps         | 7       | 1                 | 0                   | 0              | 0                   | 0                      | 7                       |
| Willie Overtoom         | 11      | 2                 | 0                   | 0              | 0                   | 2                      | 9                       |
| Maarten Martens         | 4       | 0                 | 0                   | 0              | 0                   | 2                      | 2                       |
| Celso Ortiz             | 9       | 1                 | 0                   | 0              | 0                   | 5                      | 4                       |
| Joris van Overeem       | 7       | 0                 | 0                   | 0              | 0                   | 0                      | 7                       |
| Thom Haye               | 9       | 0                 | 0                   | 0              | 0                   | 0                      | 8                       |
| Eli Babalj              | 7       | 8                 | 0                   | 0              | 0                   | 0                      | 7                       |
| Steven Berghuis         | 9       | 4                 | 0                   | 0              | 0                   | 2                      | 7                       |
| Raymond Gyasi           | 2       | 0                 | 0                   | 0              | 0                   | 0                      | 2                       |
| Fernando Lewis          | 5       | 0                 | 0                   | 0              | 0                   | 0                      | 5                       |
| Wesley Hoedt            | 3       | 0                 | 0                   | 0              | 0                   | 0                      | 3                       |
| Denni Avdić             | 2       | 1                 | 0                   | 0              | 0                   | 0                      | 2                       |
| Mikhail Rosheuvel*      | 2       | 1                 | 0                   | 0              | 0                   | 0                      | 2                       |
| Totaal                  | 11      | 48                | 1                   | 0              | 0                   | -                      | -                       |

* Tijdens de zomer-oefencampagne vertrokken naar een andere club

## Johan Cruijff Schaal 2013

### Wedstrijdverslag
| |                                                 |                                                  |                                                                          | |
| zaterdag 27 juli 2013, 20.00 uur                                                                                 | AZ                                              | 2 - 3 n.v. na 45 min: (0 - 0) na 90 min: (2 - 2) | AFC Ajax                                                                 | : Nick Viergever |
| Amsterdam ArenA, Amsterdam toeschouwers: 48.000 Scheidsrechter: Richard Liesveld Johan Cruijff Schaal XVIII 2013 | Johann Berg Gudmundsson '51 Aron Jóhannsson '67 |                                                  | '69 Jeffrey Gouweleeuw (e.d.) '75 Kolbeinn Sigthórsson '103 Siem de Jong | Basisopstelling AZ: Esteban; Mattias Johansson, Jeffrey Gouweleeuw, Jan Wuytens, Nick Viergever; Nemanja Gudelj, Markus Henriksen, Viktor Elm; Roy Beerens, Aron Jóhannsson, Johann Berg Gudmundsson Toegepaste wissels AZ: '81 Elm Overtoom '84 Beerens Lewis '98 Gudmundsson Martens |
| Bijzonderheden:                                                                                                  |                                                 |                                                  |                                                                          | |

## Eredivisie 2013/2014

### Wedstrijdverslagen

#### Speelronde 1 t/m 8 (augustus, september)
| | |               |                                                                                    | |
| Speelronde 1 Zaterdag 3 augustus 2013, 20.45 uur | SC Heerenveen | 4 - 2 (1 - 0) | AZ                                                                                 | : Nick Viergever |
| Abe Lenstra Stadion, Heerenveen toeschouwers: 19.500 Scheidsrechter: Pol van Boekel | Alfred Finnbogason (pen) '22 Alfred Finnbogason '54 Pelé van Anholt '56 Mitchell Dijks 71' Hakim Ziyech 81' Rajiv van La Parra '90+2 |               | '16 Nick Viergever '22 Jan Wuytens '50 Mattias Johansson '88 Aron Jóhannsson (pen) | Basisopstelling AZ: Esteban; Mattias Johansson, Jeffrey Gouweleeuw, Jan Wuytens, Nick Viergever; Nemanja Gudelj, Markus Henriksen, Viktor Elm; Roy Beerens, Aron Jóhannsson, Johann Berg Gudmundsson Toegepaste wissels AZ: '58 Gudmundsson Martens '66 Beerens Berghuis '74 Henriksen Overtoom |
| Bijzonderheden: | |               |                                                                                    | |
| Speelronde 2 Zondag 11 augustus 2013, 14.30 uur | AZ | 3 - 2 (1 - 1) | Ajax                                                                               | : Nick Viergever |
| AFAS Stadion, Alkmaar toeschouwers: 16.268 Scheidsrechter: Bas Nijhuis | Roy Beerens '45 Mattias Johansson '52 Nick Viergever '63 Aron Jóhannsson (pen) '66 Viktor Elm '74                                    |               | '21 Christian Eriksen '41 Bojan '59 Siem de Jong '65 Ricardo van Rhijn             | Basisopstelling AZ: Esteban; Mattias Johansson, Jeffrey Gouweleeuw, Jan Wuytens, Nick Viergever; Nemanja Gudelj, Markus Henriksen, Viktor Elm; Roy Beerens, Aron Jóhannsson, Johann Berg Gudmundsson Toegepaste wissels AZ: '71 Gudelj Martens '89 Beerens Berghuis                             |
| Bijzonderheden: - AZ en Ajax speelden aan het begin van het seizoen al tegen elkaar, toen Ajax met een 2-3-overwinning zich verzekerde van de winst op de Johan Cruijff Schaal.                                                           | |               |                                                                                    | |
| | |               |                                                                                    | |
| Speelronde 3 Zaterdag 17 augustus 2013, 19.45 uur | RKC Waalwijk | 1 - 2 (0 - 1) | AZ                                                                                 | : Nick Viergever |
| Mandemakers Stadion, Waalwijk toeschouwers: 6.041 Scheidsrechter: Danny Makkelie | Romeo Castelen '47 Jean-David Beauguel '83                                                                                           |               | '4 Aron Jóhannsson '11 Jan Wuytens '84 Maarten Martens                             | Basisopstelling AZ: Esteban; Mattias Johansson, Jeffrey Gouweleeuw, Jan Wuytens, Nick Viergever; Nemanja Gudelj, Markus Henriksen, Viktor Elm; Roy Beerens, Aron Jóhannsson, Johann Berg Gudmundsson Toegepaste wissels AZ: '64 Elm Overtoom '72 Gudmundsson Martens '73 A. Jóhannsson Berghuis |
| Bijzonderheden: | |               |                                                                                    | |
| | |               |                                                                                    | |
| Speelronde 4 Zondag 25 augustus 2013, 16.30 uur | FC Utrecht | 2 - 0 (0 - 0) | AZ                                                                                 | : Nick Viergever |
| Stadion Galgenwaard, Utrecht toeschouwers: 14.486 Scheidsrechter: Tom van Sichem | Mark van der Maarel 44' Steve De Ridder 54' Willem Janssen 60' Steve De Ridder 66' Jens Toornstra 84'                                |               | '34 Nemanja Gudelj '50 Roy Beerens                                                 | Basisopstelling AZ: Esteban; Mattias Johansson, Jeffrey Gouweleeuw, Jan Wuytens, Nick Viergever; Nemanja Gudelj, Markus Henriksen, Viktor Elm; Roy Beerens, Aron Jóhannsson, Johann Berg Gudmundsson Toegepaste wissels AZ: '46 Elm Ortiz '46 Gudelj Overtoom '59 Beerens Martens               |
| Bijzonderheden: | |               |                                                                                    | |
| | |               |                                                                                    | |
| Speelronde 5 Zondag 1 september 2013, 16.30* uur | AZ | 1 - 1 (1 - 0) | Vitesse                                                                            | : Maarten Martens (tot 71e min.) : Nick Viergever (vanaf 71e min.) |
| AFAS Stadion, Alkmaar toeschouwers: 15.047 Scheidsrechter: Richard Liesveld | Mattias Johansson 42' |               | '23 Jan-Arie van der Heijden '87 Jonathan Reis '90+2 Renato Ibarra                 | Basisopstelling AZ: Esteban; Mattias Johansson, Jeffrey Gouweleeuw, Jan Wuytens, Nick Viergever; Nemanja Gudelj, Markus Henriksen, Viktor Elm; Roy Beerens, Johann Berg Gudmundsson, Maarten Martens Toegepaste wissels AZ: '71 Martens A. Jóhannsson '80 Elm Overtoom                          |
| Bijzonderheden: - Wedstrijd zou oorspronkelijk om 14.30 uur beginnen. Echter doordat AZ op vrijdag 30 augustus de restant van de Europa League wedstrijd moest uitspelen besloot de KNVB om deze wedstrijd 2 uur later te laten beginnen. | |               |                                                                                    | |
| | |               |                                                                                    | |
| Speelronde 6 Zondag 15 september 2013, 14.30 uur | AZ | 3 - 0 (1 - 0) | Go Ahead Eagles                                                                    | : Maarten Martens (tot 78e min.) : Nick Viergever (vanaf 78e min.) |
| AFAS Stadion, Alkmaar toeschouwers: 15.421 Scheidsrechter: Eric Braamhaar | Aron Jóhannsson (pen) 31' Viktor Elm 90+1' Steven Berghuis 90+4'                                                                     |               | '31 Sjoerd Overgoor                                                                | Basisopstelling AZ: Esteban; Mattias Johansson, Jeffrey Gouweleeuw, Jan Wuytens, Nick Viergever; Nemanja Gudelj, Markus Henriksen, Viktor Elm; Roy Beerens, Aron Jóhannsson, Maarten Martens Toegepaste wissels AZ: '78 Martens Gudmundsson '81 A. Jóhannsson Berghuis                          |
| Bijzonderheden: - AZ boekte hiermee zijn 500e overwinning in de Eredivisie | |               |                                                                                    | |
| | |               |                                                                                    | |
| Speelronde 7 Zondag 22 september 2013, 14.30 uur | NAC Breda | 3 - 0 (0 - 0) | AZ                                                                                 | : Nick Viergever |
| Rat Verlegh Stadion, Breda toeschouwers: 18.300 Scheidsrechter: Serdar Gözübüyük | Danny Verbeek 50' Rydell Poepon 74' Elson Hooi 90+1' Stipe Perica 90+2'                                                              |               | '45 Nick Viergever '48 Mattias Johansson '87 Nemanja Gudelj                        | Basisopstelling AZ:Esteban; Mattias Johansson, Jeffrey Gouweleeuw, Jan Wuytens, Nick Viergever; Nemanja Gudelj, Markus Henriksen, Viktor Elm; Roy Beerens, Aron Jóhannsson, Johann Berg Gudmundsson Toegepaste wissels AZ: '62 Elm Overtoom '67 Gudmundsson Martens '76 Henriksen Berghuis      |
| Bijzonderheden: | |               |                                                                                    | |
| | |               |                                                                                    | |
| Speelronde 8 Zaterdag 28 september 2013, 18.45 uur | AZ | 2 - 1 (1 - 1) | PSV                                                                                | : Maarten Martens |
| AFAS Stadion, Alkmaar toeschouwers: 16.032 Scheidsrechter: Björn Kuipers | Nick Viergever 21' Aron Jóhannsson 57'                                                                                               |               | '35 Memphis Depay '90+3 Jeffrey Bruma '90+3 Zakaria Bakkali                        | Basisopstelling AZ: Esteban; Mattias Johansson, Jeffrey Gouweleeuw, Nick Viergever Donny Gorter; Nemanja Gudelj, Markus Henriksen, Celso Ortiz; Roy Beerens, Aron Jóhannsson, Maarten Martens Toegepaste wissels AZ: '46 Henriksen Elm '48 Gorter Haps '76 Beerens Gudmundsson                  |
| Bijzonderheden: - Ridgeciano Haps maakte zijn debuut voor AZ - Een dag later bleek dat dit de laatste wedstrijd van Gertjan Verbeek was als trainer van AZ. Hij werd ontslagen.                                                           | |               |                                                                                    | |

#### Speelronde 9 t/m 17 (oktober, november, december)
| | |               | | |
| Speelronde 9 Zondag 6 oktober 2013, 14.30 uur                                                                                               | FC Groningen | 2 - 1 (0 - 0) | AZ | : Maarten Martens |
| Euroborg, Groningen toeschouwers: 18.109 Scheidsrechter: Bas Nijhuis                                                                        | Nick Viergever (e.d.) 52' Filip Kostic 55' Richairo Živković 71'                                                                                         |               | '28 Jan Wuytens '37 Jeffrey Gouweleeuw '58 Johann Berg Gudmundsson                                                       | Basisopstelling AZ: Esteban; Mattias Johansson, Jeffrey Gouweleeuw, Jan Wuytens, Nick Viergever; Nemanja Gudelj, Celso Ortiz, Viktor Elm; Johann Berg Gudmundsson, Aron Jóhannsson, Maarten Martens Toegepaste wissels AZ: '56 Elm Overtoom '66 A. Jóhannsson Avdić                              |
| Bijzonderheden: | |               | | |
| | |               | | |
| Speelronde 10 Zondag 20 oktober 2013, 16.30 uur                                                                                             | AZ | 3 - 1 (2 - 1) | SC Cambuur | : Maarten Martens |
| AFAS Stadion, Alkmaar toeschouwers: 15.787 Scheidsrechter: Jochem Kamphuis                                                                  | Aron Jóhannsson 29' Roy Beerens 35' Maarten Martens 36' Aron Jóhannsson 43' Nemanja Gudelj 55' Aron Jóhannsson 68' Mattias Johansson 70' Celso Ortíz 77' |               | '6 Michiel Hemmen '65 Martijn van der Laan '85 Paco van Moorsel                                                          | Basisopstelling AZ: Esteban; Mattias Johansson, Jeffrey Gouweleeuw, Jan Wuytens, Nick Viergever; Nemanja Gudelj, Maarten Martens, Celso Ortiz; Roy Beerens, Aron Jóhannsson, Johann Berg Gudmundsson Toegepaste wissels AZ: '79 Gudmundsson Elm '90 Ortiz Henriksen '90+2 A. Jóhannsson Lewis    |
| Bijzonderheden: - Dick Advocaat zat voor het eerst op de bank als trainer van AZ. - Het was de 200e officiële wedstrijd in het AFAS Stadion | |               | | |
| | |               | | |
| Speelronde 11 Zondag 27 oktober 2013, 14.30 uur                                                                                             | PEC Zwolle | 0 - 2 (0 - 1) | AZ | : Maarten Martens (tot 68e min.) : Nick Viergever (vanaf 68e min.) |
| IJsseldeltastadion, Zwolle toeschouwers: 12.218 Scheidsrechter: Ed Janssen                                                                  | |               | '37 Joost Broerse (e.d.) '53 Nick Viergever                                                                              | Basisopstelling AZ: Esteban; Mattias Johansson, Jeffrey Gouweleeuw, Jan Wuytens, Nick Viergever; Nemanja Gudelj, Maarten Martens, Celso Ortiz; Roy Beerens, Aron Jóhannsson, Johann Berg Gudmundsson Toegepaste wissels AZ: '63 Gudmundsson Elm '68 Martens Henriksen '74 A. Jóhannsson Berghuis |
| Bijzonderheden: | |               | | |
| | |               | | |
| Speelronde 12 Zaterdag 2 november 2013, 19.45 uur                                                                                           | AZ | 2 - 0 (1 - 0) | ADO Den Haag | : Maarten Martens (tot 87e min.) : Nick Viergever (vanaf 87e min.) |
| AFAS Stadion, Alkmaar toeschouwers: 15.379 Scheidsrechter: Björn Kuipers                                                                    | Nemanja Gudelj 42' Johann Berg Gudmundsson 65' |               | '75 Michiel Kramer | Basisopstelling AZ: Esteban; Mattias Johansson, Jeffrey Gouweleeuw, Jan Wuytens, Nick Viergever; Nemanja Gudelj, Celso Ortiz, Maarten Martens; Roy Beerens, Aron Jóhannsson, Johann Berg Gudmundsson Toegepaste wissels AZ: '87 Martens Elm                                                      |
| Bijzonderheden: | |               | | |
| | |               | | |
| Speelronde 13 Zondag 10 november 2013, 16.30 uur                                                                                            | Feyenoord | 2 - 2 (0 - 1) | AZ | : Maarten Martens (tot 84e min.) : Nick Viergever (vanaf 84e min.) |
| De Kuip, Rotterdam toeschouwers: 46.000 Scheidsrechter: Bas Nijhuis                                                                         | Bruno Martins Indi 28' Jordy Clasie 28' Mitchell te Vrede 48' Lex Immers 51' Daryl Janmaat 57'                                                           |               | '12 Aron Jóhannsson '17 Aron Jóhannsson '41 Mattias Johansson '53 Johann Berg Gudmundsson '57 Aron Jóhannsson            | Basisopstelling AZ: Esteban; Mattias Johansson, Jeffrey Gouweleeuw, Jan Wuytens, Nick Viergever; Nemanja Gudelj, Celso Ortiz, Maarten Martens; Roy Beerens, Aron Jóhannsson, Johann Berg Gudmundsson Toegepaste wissels AZ: '83 Martens Elm '83 A. Jóhannsson Avdić                              |
| Bijzonderheden: | |               | | |
| | |               | | |
| Speelronde 14 Zaterdag 23 november 2013, 19.45 uur                                                                                          | AZ | 2 - 2 (2 - 1) | Roda JC | : Maarten Martens (tot 62e min.) : Jan Wuytens (vanaf 62e min.) |
| AFAS Stadion, Alkmaar toeschouwers: 15.379 Scheidsrechter: Reinold Wiedemeijer                                                              | Nick Viergever 12' Nemanja Gudelj 19' Mattias Johansson 25' Aron Jóhannsson 39'                                                                          |               | '24 Guus Hupperts '29 Wiljan Pluim '45+1 Arnaud Sutchuin-Djoum '85 Bart Biemans '90 Vasil Shkurtaj '90+1 Bart Biemans    | Basisopstelling AZ: Esteban; Mattias Johansson, Jeffrey Gouweleeuw, Jan Wuytens, Nick Viergever; Nemanja Gudelj, Celso Ortiz, Maarten Martens; Roy Beerens, Aron Jóhannsson, Johann Berg Gudmundsson Toegepaste wissels AZ: '62 Martens Elm '78 A. Jóhannsson Henriksen                          |
| Bijzonderheden: | |               | | |
| | |               | | |
| Speelronde 15 Zaterdag 30 november 2013, 20.45 uur                                                                                          | N.E.C. | 3 - 2 (1 - 1) | AZ | : Maarten Martens |
| Goffertstadion, Nijmegen toeschouwers: 10.400 Scheidsrechter: Pol van Boekel                                                                | Marnick Vermijl 17' Alireza Jahanbakhsh 53' Alireza Jahanbakhsh 64' Alireza Jahanbakhsh 72'                                                              |               | '18 Ridgeciano Haps '25 Roy Beerens '81 Steven Berghuis '89 Johann Berg Gudmundsson                                      | Basisopstelling AZ: Esteban; Mattias Johansson, Jeffrey Gouweleeuw, Jan Wuytens, Ridgeciano Haps; Markus Henriksen, Maarten Martens, Viktor Elm; Roy Beerens, Aron Jóhannsson, Johann Berg Gudmundsson Toegepaste wissels AZ: '14 Elm Overtoom '70 Haps Berghuis '83 Wuytens Avdić               |
| Bijzonderheden: | |               | | |
| | |               | | |
| Speelronde 16 Zaterdag 7 december 2013, 19.45 uur                                                                                           | AZ | 1 - 2 (1 - 1) | FC Twente | : Maarten Martens |
| AFAS Stadion, Alkmaar toeschouwers: 16.021 Scheidsrechter: Pieter Vink                                                                      | Roy Beerens 3' Jan Wuytens 35' |               | '19 Robbert Schilder '39 Youness Mokhtar '51 Roberto Rosales '89 Jesús Corona '90+2 Youness Mokhtar '90+3 Luc Castaignos | Basisopstelling AZ: Esteban; Mattias Johansson, Jeffrey Gouweleeuw, Jan Wuytens, Nick Viergever; Markus Henriksen, Celso Ortiz, Maarten Martens; Roy Beerens, Aron Jóhannsson, Johann Berg Gudmundsson Toegepaste wissels AZ: '76 Gudmundsson Berghuis '79 A. Jóhannsson Avdić                   |
| Bijzonderheden: | |               | | |
| | |               | | |
| Speelronde 17 Zondag 15 december 2013, 14.30 uur                                                                                            | Heracles Almelo | 2 - 0 (1 - 0) | AZ | : Nick Viergever |
| Polman Stadion, Almelo toeschouwers: 8.254 Scheidsrechter: Serdar Gözübüyük                                                                 | Bryan Linssen 12' Oussama Tannane 90+5' |               | '66 Jan Wuytens '82 Esteban                                                                                              | Basisopstelling AZ: Esteban; Mattias Johansson, Jeffrey Gouweleeuw, Jan Wuytens, Nick Viergever; Viktor Elm, Markus Henriksen, Celso Ortiz; Roy Beerens, Aron Jóhannsson, Johann Berg Gudmundsson Toegepaste wissels AZ: '67 Henriksen Berghuis '79 Wuytens Avdić                                |
| Bijzonderheden: | |               | | |
| | |               | | |

#### Speelronde 18 t/m 25 (december, januari, februari)
| Speelronde 18 Zaterdag 21 december 2013, 18.45 uur                             | AZ                                                                                    | 1 - 5 (1 - 3) | SC Heerenveen | : Maarten Martens (tot 65e min.) : Nick Viergever (vanaf 65e min.) |
| AFAS Stadion, Alkmaar toeschouwers: 15.621 Scheidsrechter: Kevin Blom          | Aron Jóhannsson 40'                                                                   |               | '12 Bilal Basacikoglu '20 Hakim Ziyech '45 Luciano Slagveer '45+1 Bilal Basacikoglu '53 Pelé van Anholt '69 Alfred Finnbogason '73 Hakim Ziyech | Basisopstelling AZ: Esteban; Mattias Johansson, Jeffrey Gouweleeuw, Nick Viergever, Donny Gorter; Nemanja Gudelj, Celso Ortíz, Maarten Martens; Roy Beerens, Aron Jóhannsson, Johann Berg Gudmundsson Toegepaste wissels AZ: '27 Ortíz Henriksen '46 Gudmundsson Berghuis '65 Martens Avdić |
| Bijzonderheden:                                                                |                                                                                       |               | | |
|                                                                                |                                                                                       |               | | |
| Speelronde 19 Zaterdag 18 januari 2014, 18.45 uur                              | AZ                                                                                    | 3 - 0 (2 - 0) | NAC Breda | : Nick Viergever |
| AFAS Stadion, Alkmaar toeschouwers: 15.175 Scheidsrechter: Eric Braamhaar      | Celso Ortíz 20' Steven Berghuis 23' Aron Jóhannsson 45+1' Steven Berghuis 69'         |               | '76 Mats Seuntjens | Basisopstelling AZ: Esteban; Etiënne Reijnen, Jeffrey Gouweleeuw, Jan Wuytens, Nick Viergever; Nemanja Gudelj, Celso Ortíz, Viktor Elm; Roy Beerens, Aron Jóhannsson, Steven Berghuis Toegepaste wissels AZ: '71 Beerens Gudmundsson '81 Berghuis Lewis '82 Elm Henriksen                   |
| Bijzonderheden:                                                                |                                                                                       |               | | |
|                                                                                |                                                                                       |               | | |
| Speelronde 20 Zaterdag 25 januari 2014, 20.45 uur                              | PSV                                                                                   | 1 - 0 (1 - 0) | AZ | : Nick Viergever] |
| Philips Stadion, Eindhoven toeschouwers: 32.000 Scheidsrechter: Pol van Boekel | Jetro Willems 3' Jetro Willems 38' Memphis Depay 87'                                  |               | '45+1 Nemanja Gudelj '68 Etiënne Reijnen '77 Aron Jóhannsson '88 Jan Wuytens                                                                    | Basisopstelling AZ: Esteban; Etiënne Reijnen, Jeffrey Gouweleeuw, Jan Wuytens, Nick Viergever; Nemanja Gudelj, Celso Ortíz, Viktor Elm; Johann Berg Gudmundsson, Aron Jóhannsson, Roy Beerens Toegepaste wissels AZ: '72 Gudmundsson Lewis '79 Ortíz Henriksen                              |
| Bijzonderheden:                                                                |                                                                                       |               | | |
|                                                                                |                                                                                       |               | | |
| Speelronde 21 Zaterdag 1 februari 2014, 20.45 uur                              | AZ                                                                                    | 2 - 0 (2 - 0) | FC Groningen | : Nick Viergever |
| AFAS Stadion, Alkmaar toeschouwers: 15.311 Scheidsrechter: Kevin Blom          | Nemanja Gudelj 3' Nemanja Gudelj 17'                                                  |               | | Basisopstelling AZ: Esteban; Etiënne Reijnen, Jeffrey Gouweleeuw, Jan Wuytens, Nick Viergever; Nemanja Gudelj, Celso Ortíz, Viktor Elm; Steven Berghuis, Aron Jóhannsson, Roy Beerens Toegepaste wissels AZ: '76 Berghuis Gudmundsson                                                       |
| Bijzonderheden:                                                                |                                                                                       |               | | |
|                                                                                |                                                                                       |               | | |
| Speelronde 22 Dinsdag 4 februari 2014, 20.45 uur                               | Vitesse                                                                               | 0 - 2 (0 - 2) | AZ | : Nick Viergever |
| GelreDome, Arnhem toeschouwers: 18.213 Scheidsrechter: Reinold Wiedemeijer     | Kelvin Leerdam 77'                                                                    |               | '20 Patrick van Aanholt (e.d.) '42 Aron Jóhannsson '70 Viktor Elm '78 Johann Berg Gudmundsson                                                   | Basisopstelling AZ: Esteban; Etiënne Reijnen, Jeffrey Gouweleeuw, Jan Wuytens, Nick Viergever; Nemanja Gudelj, Celso Ortíz, Viktor Elm; Steven Berghuis, Aron Jóhannsson, Roy Beerens Toegepaste wissels AZ: '46 A. Jóhannsson Avdić '74 Berghuis Gudmundsson                               |
| Bijzonderheden:                                                                |                                                                                       |               | | |
|                                                                                |                                                                                       |               | | |
| Speelronde 23 Zaterdag 8 februari 2014, 19.45 uur                              | Go Ahead Eagles                                                                       | 2 - 1 (1 - 0) | AZ | : Nick Viergever |
| De Adelaarshorst, Deventer toeschouwers: 7.938 Scheidsrechter: Danny Makkelie  | Doke Schmidt 35' Jarchinio Antonia 86'                                                |               | '13 Denni Avdić '90+4 Roy Beerens | Basisopstelling AZ: Esteban; Etiënne Reijnen, Jeffrey Gouweleeuw, Jan Wuytens, Nick Viergever; Nemanja Gudelj, Celso Ortíz, Viktor Elm; Steven Berghuis, Denni Avdić, Roy Beerens Toegepaste wissels AZ: '73 Wuytens Poulsen '73 Berghuis Lewis '79 Ortíz Gudmundsson                       |
| Bijzonderheden:                                                                |                                                                                       |               | | |
|                                                                                |                                                                                       |               | | |
| Speelronde 24 Zaterdag 15 februari 2014, 20.45 uur                             | AZ                                                                                    | 1 - 1 (1 - 0) | FC Utrecht | : Nick Viergever |
| AFAS Stadion, Alkmaar toeschouwers: 15.489 Scheidsrechter: Dennis Higler       | Aron Jóhannsson 21' Nemanja Gudelj 86'                                                |               | '55 Jens Toornstra | Basisopstelling AZ: Esteban; Etiënne Reijnen, Jeffrey Gouweleeuw, Jan Wuytens, Nick Viergever; Nemanja Gudelj, Celso Ortíz, Donny Gorter; Steven Berghuis, Aron Jóhannsson, Roy Beerens Toegepaste wissels AZ: '65 Gorter Henriksen '77 Ortíz Poulsen                                       |
| Bijzonderheden:                                                                |                                                                                       |               | | |
|                                                                                |                                                                                       |               | | |
| Speelronde 25 Zondag 23 februari 2014, 14.30 uur                               | Ajax                                                                                  | 4 - 0 (1 - 0) | AZ | : Nick Viergever |
| Amsterdam Arena, Amsterdam toeschouwers: 51.404 Scheidsrechter: Pieter Vink    | Siem de Jong 4' Lesley de Sa 26' Lerin Duarte 54' Ricardo Kishna 61' Lerin Duarte 74' |               | '40 Celso Ortíz '84 Viktor Elm | Basisopstelling AZ: Esteban; Etiënne Reijnen, Jeffrey Gouweleeuw, Jan Wuytens, Nick Viergever; Markus Henriksen, Celso Ortíz, Viktor Elm; Steven Berghuis, Aron Jóhannsson, Roy Beerens Toegepaste wissels AZ: '46 Reijnen M. Johansson '46 Wuytens Poulsen '70 Ortíz Haye                  |
| Bijzonderheden:                                                                |                                                                                       |               | | |

#### Speelronde 26 t/m 34 (maart, april, mei)
|                                                                                              |                                                                                                   |               |                                                                                          | |
| Speelronde 26 Zondag 2 maart 2014, 16.30 uur                                                 | AZ                                                                                                | 4 - 0 (2 - 0) | RKC Waalwijk                                                                             | : Nick Viergever |
| AFAS Stadion, Alkmaar toeschouwers: 15.238 Scheidsrechter: Jochem Kamphuis                   | Jeffrey Gouweleeuw 9' Nick Viergever 20' Steven Berghuis 48' Steven Berghuis 59' Donny Gorter 70' |               | '39 Michael Lamey '75 Kenny Anderson                                                     | Basisopstelling AZ: Esteban; Mattias Johansson, Jeffrey Gouweleeuw, Nick Viergever, Simon Poulsen; Nemanja Gudelj, Celso Ortíz, Viktor Elm; Steven Berghuis, Aron Jóhannsson, Roy Beerens Toegepaste wissels AZ: '63 Ortíz Gorter '68 Beerens Gudmundsson '79 Berghuis Haye            |
| Bijzonderheden:                                                                              |                                                                                                   |               |                                                                                          | |
|                                                                                              |                                                                                                   |               |                                                                                          | |
| Speelronde 27 Zaterdag 8 maart 2014, 18.45 uur                                               | AZ                                                                                                | 4 - 0 (2 - 0) | Heracles Almelo                                                                          | : Nick Viergever |
| AFAS Stadion, Alkmaar toeschouwers: 15.216 Scheidsrechter: Jeroen Sanders                    | Aron Jóhannsson 16' Aron Jóhannsson 37' Mattias Johansson 79' Viktor Elm 90+1'                    |               | '24 Milano Koenders '78 Thomas Bruns                                                     | Basisopstelling AZ: Esteban; Mattias Johansson, Jeffrey Gouweleeuw, Nick Viergever, Simon Poulsen; Nemanja Gudelj, Celso Ortíz, Viktor Elm; Steven Berghuis, Aron Jóhannsson, Roy Beerens Toegepaste wissels AZ: '70 Beerens Lewis '83 M. Johansson Reijnen '83 Gudelj Henriksen       |
| Bijzonderheden: - De 2-0 van Aron Jóhannsson was de 2000e doelpunt in de Eredivisie voor AZ. |                                                                                                   |               |                                                                                          | |
|                                                                                              |                                                                                                   |               |                                                                                          | |
| Speelronde 28 Zondag 16 maart 2014, 12.30 uur                                                | FC Twente                                                                                         | 2 - 1 (0 - 1) | AZ                                                                                       | : Nick Viergever |
| De Grolsch Veste, Enschede toeschouwers: 29.705 Scheidsrechter: Danny Makkelie               | Dico Koppers 39' Roberto Rosales 61' Youness Mokhtar 69' Dušan Tadić 90+3'                        |               | '40 Steven Berghuis '46 Simon Poulsen '57 Jan Wuytens                                    | Basisopstelling AZ: Esteban; Mattias Johansson, Nick Viergever, Jan Wuytens, Simon Poulsen; Nemanja Gudelj, Celso Ortíz, Viktor Elm; Steven Berghuis, Aron Jóhannsson, Roy Beerens Toegepaste wissels AZ: '60 A. Jóhannsson Gudmundsson '68 Elm Henriksen '69 Ortíz Gorter             |
| Bijzonderheden:                                                                              |                                                                                                   |               |                                                                                          | |
|                                                                                              |                                                                                                   |               |                                                                                          | |
| Speelronde 29 Zondag 23 maart 2014, 14.30 uur                                                | AZ                                                                                                | 2 - 1 (2 - 1) | PEC Zwolle                                                                               | : Nick Viergever |
| AFAS Stadion, Alkmaar toeschouwers: 15.285 Scheidsrechter: Bas Nijhuis                       | Steven Berghuis 6' Nemanja Gudelj 14'                                                             |               | '46 Bram van Polen '40 Mustafa Saymak '46 Joost Broerse                                  | Basisopstelling AZ: Esteban; Mattias Johansson, Jeffrey Gouweleeuw, Nick Viergever, Simon Poulsen; Nemanja Gudelj, Celso Ortíz, Viktor Elm; Steven Berghuis, Aron Jóhannsson, Roy Beerens Toegepaste wissels AZ: '73 A. Jóhannsson Avdić '73 Berghuis Gudmundsson '76 Gudelj Henriksen |
| Bijzonderheden: - Aron Jóhannsson van AZ miste in de 54e minuut een strafschop.              |                                                                                                   |               |                                                                                          | |
|                                                                                              |                                                                                                   |               |                                                                                          | |
| Speelronde 30 Zondag 30 maart 2014, 14.30 uur                                                | SC Cambuur                                                                                        | 0 - 0 (0 - 0) | AZ                                                                                       | : Nick Viergever |
| Cambuurstadion, Leeuwarden toeschouwers: 9.804 Scheidsrechter: Ed Janssen                    | Jody Lukoki 76'                                                                                   |               | '32 Mattias Johansson '51 Jeffrey Gouweleeuw                                             | Basisopstelling AZ: Esteban; Mattias Johansson, Jeffrey Gouweleeuw, Nick Viergever, Simon Poulsen; Nemanja Gudelj, Celso Ortíz, Viktor Elm; Steven Berghuis, Denni Avdić, Roy Beerens Toegepaste wissels AZ: '26 Beerens Gudmundsson '53 Berghuis Gorter '83 Avdić A. Jóhannsson       |
| Bijzonderheden:                                                                              |                                                                                                   |               |                                                                                          | |
|                                                                                              |                                                                                                   |               |                                                                                          | |
| Speelronde 31 Zondag 4 april 2014, 16.30 uur                                                 | Roda JC                                                                                           | 2 - 2 (1 - 1) | AZ                                                                                       | : Nick Viergever |
| Parkstad Limburg Stadion, Kerkrade toeschouwers: 14.421 Scheidsrechter: Eric Braamhaar       | Berry Powel 25' Guy Ramos 67' Guus Hupperts 70' Guy Ramos 81'                                     |               | '30 Steven Berghuis '41 Markus Henriksen '59 Aron Jóhannsson '81 Esteban '90+3 Thom Haye | Basisopstelling AZ: Esteban; Etiënne Reijnen, Jeffrey Gouweleeuw, Nick Viergever, Johann Berg Gudmundsson; Markus Henriksen, Celso Ortíz, Viktor Elm; Steven Berghuis, Aron Jóhannsson, Roy Beerens Toegepaste wissels AZ: '21 Beerens Haye '46 Ortíz Hoedt                            |
| Bijzonderheden:                                                                              |                                                                                                   |               |                                                                                          | |
|                                                                                              |                                                                                                   |               |                                                                                          | |
| Speelronde 32 Zondag 13 april 2014, 14.30 uur                                                | AZ                                                                                                | 1 - 1 (0 - 0) | N.E.C.                                                                                   | : Nick Viergever |
| AFAS Stadion, Alkmaar toeschouwers: 15.344 Scheidsrechter: Dennis Higler                     | Nemanja Gudelj (pen) 55'                                                                          |               | '54 Lasse Nielsen '59 Victor Pálsson '87 Kevin Conboy                                    | Basisopstelling AZ: Esteban; Mattias Johansson, Jeffrey Gouweleeuw, Jan Wuytens, Nick Viergever; Nemanja Gudelj, Celso Ortíz, Viktor Elm; Steven Berghuis, Aron Jóhannsson, Roy Beerens Toegepaste wissels AZ: '68 Elm Henriksen '68 A. Jóhannsson Avdić '81 Berghuis Gudmundsson      |
| Bijzonderheden:                                                                              |                                                                                                   |               |                                                                                          | |
|                                                                                              |                                                                                                   |               |                                                                                          | |
| Speelronde 33 Zondag 27 april 2014, 14.30 uur                                                | ADO Den Haag                                                                                      | 2 - 1 (1 - 0) | AZ                                                                                       | : Nick Viergever |
| Kyocera Stadion, Den Haag toeschouwers: 14.756 Scheidsrechter: Jochem Kamphuis               | Mike van Duinen 21' Tom Beugelsdijk 25' Danny Holla 80'                                           |               | '62 Denni Avdić '83 Markus Henriksen '89 Mattias Johansson                               | Basisopstelling AZ: Esteban; Mattias Johansson, Jeffrey Gouweleeuw, Nick Viergever, Simon Poulsen; Nemanja Gudelj, Celso Ortíz, Viktor Elm; Steven Berghuis, Aron Jóhannsson, Roy Beerens Toegepaste wissels AZ: '46 Ortíz Gudmundsson '60 A. Jóhannsson Avdić '78 Elm Henriksen       |
| Bijzonderheden:                                                                              |                                                                                                   |               |                                                                                          | |
|                                                                                              |                                                                                                   |               |                                                                                          | |
| Speelronde 34 Zaterdag 3 mei 2014, 18.45 uur                                                 | AZ                                                                                                | 1 - 1 (0 - 0) | Feyenoord                                                                                | : Nick Viergever |
| AFAS Stadion, Alkmaar toeschouwers: 16.749 Scheidsrechter: Tom van Sichem                    | Johann Berg Gudmundsson 88'                                                                       |               | '54 Lex Immers                                                                           | Basisopstelling AZ: Esteban; Mattias Johansson, Jeffrey Gouweleeuw, Nick Viergever, Simon Poulsen; Nemanja Gudelj, Celso Ortíz, Markus Henriksen; Steven Berghuis, Denni Avdić, Roy Beerens Toegepaste wissels AZ: '48 Ortíz Wuytens '58 Poulsen Gorter '69 Avdić Gudmundsson          |
| Bijzonderheden:                                                                              |                                                                                                   |               |                                                                                          | |

### Statistieken

#### Eindstand
| pos | club           | gs | w  | g  | v  | pnt | dv | dt | ds  |
| --- | -------------- | -- | -- | -- | -- | --- | -- | -- | --- |
| 6.  | Vitesse *      | 34 | 15 | 10 | 9  | 55  | 65 | 49 | +16 |
| 7.  | FC Groningen * | 34 | 14 | 9  | 11 | 51  | 57 | 53 | +4  |
| 8.  | AZ *           | 34 | 13 | 8  | 13 | 47  | 54 | 50 | +6  |
| 9.  | ADO Den Haag   | 34 | 12 | 7  | 15 | 43  | 45 | 64 | −19 |
| 10. | FC Utrecht     | 34 | 11 | 8  | 15 | 41  | 46 | 65 | −19 |

* Spelen play-offs om een ticket van de tweede voorronde Europa League.

#### Winst/Gelijk/Verlies
| Speelronde | 1 | 2 | 3 | 4 | 5 | 6 | 7 | 8 | 9 | 10 | 11 | 12 | 13 | 14 | 15 | 16 | 17 | 18 | 19 | 20 | 21 | 22 | 23 | 24 | 25 | 26 | 27 | 28 | 29 | 30 | 31 | 32 | 33 | 34 |
| ---------- | - | - | - | - | - | - | - | - | - | -- | -- | -- | -- | -- | -- | -- | -- | -- | -- | -- | -- | -- | -- | -- | -- | -- | -- | -- | -- | -- | -- | -- | -- | -- |
| W/G/V      | V | W | W | V | G | W | V | W | V | W  | W  | W  | G  | G  | V  | V  | V  | V  | W  | V  | W  | W  | V  | G  | V  | W  | W  | V  | W  | G  | G  | G  | V  | G  |

Winst
Gelijk
Verlies

#### Positieverloop
| Speelronde | 1  | 2  | 3 | 4 | 5  | 6 | 7 | 8 | 9 | 10 | 11 | 12 | 13 | 14 | 15 | 16 | 17 | 18 | 19 | 20 | 21 | 22 | 23 | 24 | 25 | 26 | 27 | 28 | 29 | 30 | 31 | 32 | 33 | 34 | Eindstand |
| ---------- | -- | -- | - | - | -- | - | - | - | - | -- | -- | -- | -- | -- | -- | -- | -- | -- | -- | -- | -- | -- | -- | -- | -- | -- | -- | -- | -- | -- | -- | -- | -- | -- | --------- |
| Stand      | 15 | 10 | 7 | 9 | 11 | 5 | 9 | 8 | 9 | 9  | 3  | 1  | 2  | 4  | 6  | 6  | 7  | 8  | 7  | 8  | 6  | 6  | 7  | 7  | 7  | 7  | 7  | 7  | 7  | 7  | 7  | 7  | 8  | 8  | 8         |

Gestegen
Gelijk
Gezakt

#### Spelers Statistieken
| Speler                  | Wedstr. | Aantal doelpunten | Aantal gele kaarten | Aantal 2× geel | Aantal rode kaarten | Aantal keren gewisseld | Aantal keren ingevallen |
| ----------------------- | ------- | ----------------- | ------------------- | -------------- | ------------------- | ---------------------- | ----------------------- |
| Esteban                 | 34      | 0                 | 2                   | 0              | 0                   | 0                      | 0                       |
| Mattias Johansson       | 27      | 4                 | 6                   | 0              | 0                   | 1                      | 1                       |
| Jeffrey Gouweleeuw      | 33      | 1                 | 2                   | 0              | 0                   | 0                      | 0                       |
| Jan Wuytens             | 26      | 0                 | 7                   | 0              | 0                   | 4                      | 1                       |
| Nick Viergever          | 33      | 3                 | 3                   | 0              | 1                   | 0                      | 0                       |
| Nemanja Gudelj          | 29      | 5                 | 5                   | 0              | 1                   | 4                      | 0                       |
| Markus Henriksen        | 26      | 2                 | 0                   | 0              | 0                   | 4                      | 12                      |
| Viktor Elm              | 30      | 3                 | 2                   | 0              | 0                   | 10                     | 6                       |
| Roy Beerens             | 34      | 5                 | 1                   | 0              | 0                   | 9                      | 0                       |
| Aron Jóhannsson         | 32      | 17                | 3                   | 0              | 0                   | 13                     | 2                       |
| Johann Berg Gudmundsson | 31      | 3                 | 3                   | 0              | 0                   | 8                      | 13                      |
| Willie Overtoom         | 7       | 0                 | 0                   | 0              | 0                   | 0                      | 7                       |
| Maarten Martens         | 17      | 1                 | 1                   | 0              | 0                   | 6                      | 6                       |
| Steven Berghuis         | 25      | 8                 | 1                   | 0              | 0                   | 8                      | 10                      |
| Celso Ortiz             | 27      | 0                 | 3                   | 0              | 0                   | 10                     | 2                       |
| Donny Gorter            | 7       | 0                 | 1                   | 0              | 0                   | 2                      | 4                       |
| Ridgeciano Haps         | 2       | 0                 | 1                   | 0              | 0                   | 1                      | 1                       |
| Denni Avdić             | 13      | 0                 | 2                   | 0              | 0                   | 2                      | 10                      |
| Fernando Lewis          | 5       | 0                 | 0                   | 0              | 0                   | 0                      | 5                       |
| Etiënne Reijnen         | 9       | 0                 | 1                   | 0              | 0                   | 1                      | 1                       |
| Simon Poulsen           | 10      | 0                 | 1                   | 0              | 0                   | 1                      | 3                       |
| Thom Haye               | 3       | 0                 | 1                   | 0              | 0                   | 0                      | 3                       |
| Wesley Hoedt            | 1       | 0                 | 0                   | 0              | 0                   | 0                      | 1                       |
| Eigen Doel              | X       | 2                 | X                   | X              | X                   | X                      | X                       |
| Totaal                  | 33      | 54                | 46                  | -              | 2                   | -                      | -                       |

## Play-offs voor Europa League
| |                                                                                          |               |                                                           | |
| Woensdag 7 mei 2014, 20.45 uur | AZ                                                                                       | 3 - 0 (3 - 0) | SC Heerenveen                                             | : Nick Viergever |
| AFAS Stadion, Alkmaar toeschouwers: 12.298 Scheidsrechter: Danny Makkelie                                                                                                | Celso Ortíz 26' Nemanja Gudelj (pen) 37' Steven Berghuis 38' Johann Berg Gudmundsson 56' |               | '37 Joost van Aken                                        | Basisopstelling AZ: Esteban; Mattias Johansson, Jeffrey Gouweleeuw, Jan Wuytens, Nick Viergever; Markus Henriksen, Nemanja Gudelj, Celso Ortíz, Viktor Elm; Steven Berghuis, Johann Berg Gudmundsson Toegepaste wissels AZ: '58 Ortíz Gorter '61 Berghuis Overtoom '79 Wuytens Hoedt |
| Bijzonderheden: |                                                                                          |               |                                                           | |
| |                                                                                          |               |                                                           | |
| Zaterdag 10 mei 2014, 20.45 uur | SC Heerenveen                                                                            | 1 - 0 (0 - 0) | AZ                                                        | : Nick Viergever |
| Abe Lenstra Stadion, Heerenveen toeschouwers: 18.100 Scheidsrechter: Richard Liesveld                                                                                    | Bilal Basacikoglu 45' Luciano Slagveer 47'                                               |               | '16 Mattias Johansson '90+1 Nemanja Gudelj                | Basisopstelling AZ: Esteban; Mattias Johansson, Jeffrey Gouweleeuw, Nick Viergever, Jan Wuytens, Simon Poulsen; Markus Henriksen, Nemanja Gudelj, Viktor Elm; Steven Berghuis, Johann Berg Gudmundsson Toegepaste wissels AZ: '74 Poulsen Gorter '74 Berghuis Ortíz                  |
| Bijzonderheden: |                                                                                          |               |                                                           | |
| |                                                                                          |               |                                                           | |
| Donderdag 15 mei 2014, 20.45 uur | AZ                                                                                       | 0 - 0 (0 - 0) | FC Groningen                                              | : Nick Viergever |
| AFAS Stadion, Alkmaar toeschouwers: 14.222 Scheidsrechter: Kevin Blom |                                                                                          |               | '54 Johan Kappelhof '85 Michael de Leeuw '87 Filip Kostic | Basisopstelling AZ: Esteban; Mattias Johansson, Jeffrey Gouweleeuw, Nick Viergever, Simon Poulsen; Markus Henriksen, Celso Ortíz, Nemanja Gudelj, Viktor Elm; Steven Berghuis, Johann Berg Gudmundsson Toegepaste wissels AZ: '63 Poulsen Gorter '63 Ortíz A. Jóhannsson             |
| Bijzonderheden: - Dit is voor AZ de 57e officiële wedstrijd van het seizoen, en daarmee een nieuw clubrecord voor het meest aantal officiële wedstrijden in één seizoen. |                                                                                          |               |                                                           | |
| |                                                                                          |               |                                                           | |
| Zondag 18 mei 2014, 16.30 uur | FC Groningen                                                                             | 3 - 0 (2 - 0) | AZ                                                        | : Nick Viergever |
| Euroborg, Groningen toeschouwers: 22.206 Scheidsrechter: Björn Kuipers                                                                                                   | Tjaronn Chery 24' Hans Hateboer 33' Tjaronn Chery 61' Tjaronn Chery 62'                  |               | '31 Esteban '47 Jeffrey Gouweleeuw '83 Mattias Johansson  | Basisopstelling AZ: Esteban; Mattias Johansson, Jeffrey Gouweleeuw, Nick Viergever, Simon Poulsen; Markus Henriksen, Nemanja Gudelj, Celso Ortíz; Aron Jóhannsson, Steven Berghuis, Johann Berg Gudmundsson Toegepaste wissels AZ: '64 Poulsen Gorter                                |
| Bijzonderheden: - Door deze uitslag zal AZ in het seizoen 2014/2015 geen Europees voetbal spelen.                                                                        |                                                                                          |               |                                                           | |

## KNVB Beker 2013/2014

### Wedstrijdverslagen
| | |                                                       | | |
| 2e Ronde Woensdag 25 september 2013, 20.00 uur | * AZ | 4 - 1 (n.v.) (1 - 1) (1 - 1)                          | Sparta | : Maarten Martens |
| AFAS Stadion, Alkmaar toeschouwers: 11.231 Scheidsrechter: Pol van Boekel | Aron Jóhannsson 5' Aron Jóhannsson 92' Aron Jóhannsson 105' Steven Berghuis 119' |                                                       | '8 Johan Voskamp '29 Pieter Nys | Basisopstelling AZ: Esteban; Mattias Johansson, Jeffrey Gouweleeuw, Nick Viergever, Donny Gorter; Nemanja Gudelj, Markus Henriksen, Willie Overtoom; Roy Beerens, Aron Jóhannsson, Maarten Martens Toegepaste wissels AZ: '66 Beerens Berghuis '70 Overtoom Gudmundsson '101 Gorter Reijnen |
| Bijzonderheden: - In deze ronde konden clubs die in het seizoen 2013/2014 Europees speelden niet tegen elkaar worden geloot. - AZ door naar de 3e ronde.                                 | |                                                       | | |
| | |                                                       | | |
| 3e Ronde Woensdag 30 oktober 2013, 19.00 uur | * AZ | 7 - 0 (4 - 0)                                         | Achilles '29 | : Jan Wuytens (tot 69e min.) : Nick Viergever (vanaf 69e min.) |
| AFAS Stadion, Alkmaar toeschouwers: 8.477 Scheidsrechter: Richard Liesveld | Denni Avdić 4' Ridgeciano Haps 23' Jeffrey Gouweleeuw 29' Denni Avdić 32' Fernando Lewis 46' Fernando Lewis 56' Joris van Overeem 88' |                                                       | '77 Thijs Hendriks | Basisopstelling AZ: Esteban; Etiënne Reijnen, Jeffrey Gouweleeuw, Jan Wuytens, Ridgeciano Haps; Markus Henriksen, Willie Overtoom, Viktor Elm; Fernando Lewis, Denni Avdić, Steven Berghuis Toegepaste wissels AZ: '69 Gouweleeuw Van Overeem '69 Wuytens Viergever '89 Reijnen Gudelj      |
| Bijzonderheden: - In deze ronde konden clubs die in het seizoen 2013/2014 Europees speelden niet tegen elkaar worden geloot. - AZ heeft met deze overwinning de achtste finales bereikt. | |                                                       | | |
| | |                                                       | | |
| Achtste finales Woensdag 18 december 2013, 18.45 uur | * AZ | 2 - 2 (7 - 6 pen) na 90 min (1 - 1) na 45 min (1 - 1) | SC Heerenveen | : Maarten Martens (tot 106e min) : Nick Viergever (vanaf 106e min) |
| AFAS Stadion, Alkmaar toeschouwers: 11.121 Scheidsrechter: Danny Makkelie | Aron Jóhannsson 19' Nemanja Gudelj 101' Mattias Johansson 105' Aron Jóhannsson 105+1' Esteban 110' Viktor Elm 110' Donny Gorter 120+2' Jeffrey Gouweleeuw 120+3' Aron Jóhannsson Celso Ortíz Roy Beerens Donny Gorter Nemanja Gudelj Steven Berghuis Nick Viergever Jeffrey Gouweleeuw | Penalty's                                             | '9 Hakim Ziyech '29 Mitchell Dijks '67 Magnus Wolff Eikrem '78 Marten de Roon '120+3 Hakim Ziyech Marten de Roon Alfred Finnbogason Hakim Ziyech Pelé van Anholt Bilal Basacikoglu Ramon Zomer Arnold Kruiswijk Yanic Wildschut | Basisopstelling AZ: Esteban; Mattias Johansson, Jeffrey Gouweleeuw, Nick Viergever, Ridgeciano Haps; Nemanja Gudelj, Celso Ortíz, Maarten Martens; Johann Berg Gudmundsson, Aron Jóhannsson, Roy Beerens Toegepaste wissels AZ: '91 Gudmundsson Elm '102 Haps Gorter '106 Martens Berghuis  |
| Bijzonderheden: | |                                                       | | |
| | |                                                       | | |
| Achtste finales Dinsdag 21 januari 2014, 20.45 uur | Roda JC Kerkrade | 0 - 2 (0 - 1)                                         | AZ * | : Nick Viergever |
| Parkstad Limburg Stadion, Kerkrade toeschouwers: 8.385 Scheidsrechter: Serdar Gözübüyük                                                                                                  | Krisztián Németh 57' Anouar Kali 84' |                                                       | '32 Bart Biemans (e.d.) '59 Aron Jóhannsson | Basisopstelling AZ: Esteban; Etiënne Reijnen, Jeffrey Gouweleeuw, Jan Wuytens, Nick Viergever; Nemanja Gudelj, Celso Ortíz, Viktor Elm; Steven Berghuis, Aron Jóhannsson, Roy Beerens Toegepaste wissels AZ: '74 Berghuis Gudmundsson '86 Ortíz Henriksen                                   |
| Bijzonderheden: - AZ door naar de halve finale | |                                                       | | |
| | |                                                       | | |
| Halve finale Donderdag 27 maart 2014, 20.45 uur | AZ | 0 - 1 (0 - 0)                                         | Ajax * | : Nick Viergever |
| AFAS Stadion, Alkmaar toeschouwers: 16.321 Scheidsrechter: Pol van Boekel | Mattias Johansson 39' Mattias Johansson 47' |                                                       | '7 Ricardo van Rhijn '32 Joël Veltman '33 Joël Veltman '33 Niklas Moisander '48 Lasse Schöne '71 Lesley de Sa | Basisopstelling AZ: Esteban; Mattias Johansson, Jeffrey Gouweleeuw, Nick Viergever, Simon Poulsen; Nemanja Gudelj, Celso Ortíz, Viktor Elm; Steven Berghuis, Aron Jóhannsson, Roy Beerens Toegepaste wissels AZ: '51 Ortíz Reijnen '64 Berghuis Gudmundsson '64 A. Jóhannsson Avdić         |
| Bijzonderheden: - In de 33e minuut miste Aron Jóhannsson (AZ) een strafschop. - Ajax speelt in de Rotterdamse Kuip de finale tegen PEC Zwolle                                            | |                                                       | | |

### Statistieken Beker
| Speler                  | Wedstr. | Aantal doelpunten | Aantal gele kaarten | Aantal 2× geel | Aantal rode kaarten | Aantal keren gewisseld | Aantal keren ingevallen |
| ----------------------- | ------- | ----------------- | ------------------- | -------------- | ------------------- | ---------------------- | ----------------------- |
| Esteban                 | 5       | -                 | 1                   | -              | -                   | -                      | -                       |
| Mattias Johansson       | 3       | -                 | 1                   | 1              | -                   | -                      | -                       |
| Jeffrey Gouweleeuw      | 5       | 1                 | 1                   | -              | -                   | 1                      | -                       |
| Nick Viergever          | 5       | -                 | -                   | -              | -                   | -                      | 1                       |
| Donny Gorter            | 2       | -                 | 1                   | -              | -                   | 1                      | 1                       |
| Nemanja Gudelj          | 5       | -                 | 1                   | -              | -                   | -                      | 1                       |
| Markus Henriksen        | 3       | -                 | -                   | -              | -                   | -                      | 1                       |
| Willie Overtoom         | 2       | -                 | -                   | -              | -                   | 1                      | -                       |
| Roy Beerens             | 4       | -                 | -                   | -              | -                   | 1                      | -                       |
| Aron Jóhannsson         | 4       | 6                 | -                   | -              | -                   | -                      | -                       |
| Maarten Martens         | 2       | -                 | -                   | -              | -                   | 1                      | -                       |
| Johann Berg Gudmundsson | 4       | -                 | -                   | -              | -                   | 1                      | 3                       |
| Steven Berghuis         | 5       | 1                 | -                   | -              | -                   | 1                      | 2                       |
| Etiënne Reijnen         | 3       | -                 | -                   | -              | -                   | 1                      | 2                       |
| Jan Wuytens             | 2       | -                 | -                   | -              | -                   | 1                      | -                       |
| Ridgeciano Haps         | 2       | 1                 | -                   | -              | -                   | 1                      | -                       |
| Viktor Elm              | 4       | -                 | 1                   | -              | -                   | -                      | 1                       |
| Fernando Lewis          | 1       | 2                 | -                   | -              | -                   | -                      | -                       |
| Denni Avdić             | 2       | 2                 | -                   | -              | -                   | -                      | 1                       |
| Joris van Overeem       | 1       | 1                 | -                   | -              | -                   | -                      | 1                       |
| Celso Ortíz             | 3       | -                 | -                   | -              | -                   | 1                      | -                       |
| Simon Poulsen           | 1       | -                 | -                   | -              | -                   | -                      | -                       |
| Eigen Doel              | X       | 1                 | X                   | X              | X                   | X                      | X                       |
| Totaal                  | 5       | 15                | 6                   | 1              | -                   | -                      | -                       |

## Europa League

### Wedstrijdverslagen Play-off en Groepsfase
Aanvangstijden zijn de Nederlandse tijden. Indien van toepassing staat er bij bijzonderheden van de wedstrijd de lokale tijd
| |                                                                                     |                                            | | |
| Play Offs (4e voorronde) Donderdag 22 augustus 2013, 18.30 uur | Atromitos                                                                           | 1 - 3 (0 - 0)                              | AZ | : Nick Viergever |
| Peristeri Stadion, Athene toeschouwers: Scheidsrechter: David Fernández Borbalán | Sokrates Fitanidis 46' Konstantinos Giannoulis 65' Dimitrios Papadopoulos (pen) 76' |                                            | '7 Nick Viergever '51 Johann Berg Gudmundsson '74 [Aron Jóhannsson '76 Esteban '89 Willie Overtoom '90+4 Johann Berg Gudmundsson | Basisopstelling AZ: Esteban; Mattias Johansson, Jeffrey Gouweleeuw, Jan Wuytens, Nick Viergever; Nemanja Gudelj, Markus Henriksen, Viktor Elm; Roy Beerens, Aron Jóhannsson, Johann Berg Gudmundsson Toegepaste wissels AZ: '71 Elm Overtoom '86 Beerens Martens '90+2 A. Jóhannsson Berghuis |
| Bijzonderheden: - De wedstrijd ving om 19.30 lokale tijd aan. |                                                                                     |                                            | | |
| |                                                                                     |                                            | | |
| Play Offs (4e voorronde) Donderdag 29 augustus 2013, 19.00 uur | AZ                                                                                  | 0 - 2 na 60 min (0 - 1)* na 45 min (0 - 0) | Atromitos | : Nick Viergever |
| AFAS Stadion, Alkmaar toeschouwers: 11.569 (donderdag), 3.855 (vrijdag) Scheidsrechter: Antony Gautier | Markus Henriksen 2' Esteban 19' Jeffrey Gouweleeuw 55'                              |                                            | '22 Elini Dimoutsos '53 Dimitrios Papadopoulos '74 Thanasis Karagounis '75 Matias Walter Iglesias '83 Pitu                       | Basisopstelling AZ: Esteban; Mattias Johansson, Jeffrey Gouweleeuw, Jan Wuytens, Nick Viergever; Nemanja Gudelj, Markus Henriksen, Viktor Elm; Roy Beerens, Aron Jóhannsson, Johann Berg Gudmundsson Toegepaste wissels AZ: '54 A. Jóhannsson Berghuis                                        |
| Bijzonderheden: - Bij de rode kaart van Markus Henriksen trok de scheidsrechter eerst geel, maar nadat hij het 'slachtoffer' bekeken had trok hij rood voor Markus Henriksen. Dit is zeer opmerkelijk te noemen. - Esteban stopte in de 20e minuut een strafschop van Dimitrios Papadopoulos, Atromitos - De wedstrijd werd na 60 minuten spelen gestaakt wegens brand in het stadion. - De wedstrijd werd op vrijdag 29 augustus 2013 om 11.00 uur uitgespeeld. |                                                                                     |                                            | | |
| |                                                                                     |                                            | | |
| GROEPSFASE Donderdag 19 september 2013, 21.05 uur | Maccabi Haifa                                                                       | 0 - 1 (0 - 0)                              | AZ | : Nick Viergever (tot 80e min.) : Maarten Martens (vanaf 80e min.) |
| Kiryat Eliezer, Haifa toeschouwers: 14.000 Scheidsrechter: Robert Schörgenhofer | Alon Turgeman 59' Dino Ndlovu 73'                                                   |                                            | '28 Celso Ortiz '70 Johann Berg Gudmundsson '73 Jeffrey Gouweleeuw                                                               | Basisopstelling AZ: Esteban; Mattias Johansson, Jeffrey Gouweleeuw, Jan Wuytens, Nick Viergever; Nemanja Gudelj, Celso Ortiz, Viktor Elm; Roy Beerens, Aron Jóhannsson, Johann Berg Gudmundsson Toegepaste wissels AZ: '63 Elm Overtoom '63 Beerens Martens '80 Viergever Gorter              |
| Bijzonderheden: - De wedstrijd begon om 22.05 uur lokale tijd. |                                                                                     |                                            | | |
| |                                                                                     |                                            | | |
| GROEPSFASE Donderdag 3 oktober 2013, 19.00 uur | AZ                                                                                  | 1 - 1 (0 - 0)                              | PAOK Saloniki | : Maarten Martens |
| AFAS Stadion, Alkmaar toeschouwers: 10.761 Scheidsrechter: Luca Banti | Jeffrey Gouweleeuw 81'                                                              |                                            | '90+3 Dimitris Salpingidis | Basisopstelling AZ: Esteban; Mattias Johansson, Jeffrey Gouweleeuw, Jan Wuytens, Nick Viergever; Nemanja Gudelj, Celso Ortiz, Viktor Elm; Roy Beerens, Aron Jóhannsson, Maarten Martens Toegepaste wissels AZ: '69 Beerens Gudmundsson '80 Elm Overtoom '90+1 A. Jóhannsson Avdić             |
| Bijzonderheden: - De wedstrijd begon 5 minuten later dan gepland. De oorzaak was dat de scheidsrechter eerst de rode broek, daarna de zwarte broek van Esteban niet goed vond. Deze leek te veel op de kleuren van de spelers van AZ en PAOK. Uiteindelijk heeft Esteban een groene broek aangetrokken. |                                                                                     |                                            | | |
| |                                                                                     |                                            | | |
| GROEPSFASE Donderdag 24 oktober 2013, 18.00 uur | Sjachtjor Karaganda                                                                 | 1 - 1 (1 - 1)                              | AZ | : Maarten Martens |
| Astana Arena, Astana toeschouwers: 19.000 Scheidsrechter: Yevhen Aranovskiy | Andrei Finonchenko 11' Andrey Poryvaev 46' Nikola Vasiljevic 59'                    |                                            | '26 Johann Berg Gudmundsson '59 Esteban                                                                                          | Basisopstelling AZ: Esteban; Mattias Johansson, Jeffrey Gouweleeuw, Jan Wuytens, Nick Viergever; Nemanja Gudelj, Maarten Martens, Celso Ortiz; Roy Beerens, Aron Jóhannsson, Johann Berg Gudmundsson                                                                                          |
| Bijzonderheden: - De wedstrijd begon om 22.00 uur lokale tijd (Astana). - Sjachtjor Karaganda speelt normaal in het Sjachtjorstadion in Karaganda. Echter ze wijken uit naar het Astana Arena in Astana. - Esteban heeft nu de meeste Europese wedstrijden voor AZ gekeept: 23. Hiermee is hij Henk Timmer (22) voorbij gegaan. |                                                                                     |                                            | | |
| |                                                                                     |                                            | | |
| GROEPSFASE Donderdag 7 november 2013, 21.05 uur | AZ                                                                                  | 1 - 0 (0 - 0)                              | Sjachtjor Karaganda | : Maarten Martens |
| AFAS Stadion, Alkmaar toeschouwers: 9.778 Scheidsrechter: Martin Hansson | Celso Ortiz 55'                                                                     |                                            | '59 Askhat Borantaev | Basisopstelling AZ: Esteban; Mattias Johansson, Jeffrey Gouweleeuw, Jan Wuytens, Nick Viergever; Nemanja Gudelj, Celso Ortiz, Maarten Martens; Roy Beerens, Aron Jóhannsson, Johann Berg Gudmundsson Toegepaste wissels AZ: '46 A. Jóhannsson Avdić '83 Gudmundsson Henriksen                 |
| Bijzonderheden: - AZ moest in de blauwe uit-shirts spelen, ondanks dat ze thuis speelde. De reden hiervan was dat de scheidsrechter en grensrechters alleen maar rode shirts bij zich hadden. |                                                                                     |                                            | | |
| |                                                                                     |                                            | | |
| GROEPSFASE Donderdag 28 november 2013, 19.00 uur | AZ                                                                                  | 2 - 0 (1 - 0)                              | Maccabi Haifa | : Maarten Martens |
| AFAS Stadion, Alkmaar toeschouwers: 11.211 Scheidsrechter: Aleksei Kulbakov | Nemanja Gudelj 37' Johann Berg Gudmundsson 90+5'                                    |                                            | '11 Alon Turgeman | Basisopstelling AZ: Esteban; Mattias Johansson, Jeffrey Gouweleeuw, Jan Wuytens, Nick Viergever; Nemanja Gudelj, Celso Ortiz, Maarten Martens; Roy Beerens, Aron Jóhannsson, Johann Berg Gudmundsson Toegepaste wissels AZ: '68 Beerens Elm '81 A. Jóhannsson Avdić                           |
| Bijzonderheden: - Tijdens de 2e helft moest een grensrechter worden vervangen door de 4e official. - AZ plaatste zich voor de volgende ronde. |                                                                                     |                                            | | |
| |                                                                                     |                                            | | |
| GROEPSFASE Donderdag 12 december 2013, 21.05 uur | PAOK Saloniki                                                                       | 2 - 2 (1 - 1)                              | AZ | : Nemanja Gudelj |
| Toumbastadion, Thessaloniki toeschouwers: 11.211 Scheidsrechter: Michael Oliver | Lucas (pen) 37' Stelios Pozoglou 90+4'                                              |                                            | '31 Thomas Lam '36 Nemanja Gudelj '37 Fernando Lewis '71 Donny Gorter (pen) '89 Donny Gorter '90+1 Aron Jóhannsson               | Basisopstelling AZ: Yves De Winter; Etiënne Reijnen, Thomas Lam, Wesley Hoedt, Ridgeciano Haps; Nemanja Gudelj, Willie Overtoom, Donny Gorter; Steven Berghuis, Denni Avdić, Fernando Lewis Toegepaste wissels AZ: '54 Lewis Gudmundsson '74 Overtoom A. Jóhannsson '89 Haps Van Overeem      |
| Bijzonderheden: - De wedstrijd begon om 22.05 uur lokale tijd. - Bij AZ debuteerden Yves De Winter en Wesley Hoedt. |                                                                                     |                                            | | |

#### Stand Groepsfase
| pos | club                | gs | w | g | v | pnt | dv | dt | ds |
| --- | ------------------- | -- | - | - | - | --- | -- | -- | -- |
| 1.  | AZ *                | 6  | 3 | 3 | 0 | 12  | 8  | 4  | +4 |
| 2.  | PAOK Saloniki **    | 6  | 3 | 3 | 0 | 12  | 10 | 6  | +4 |
| 3.  | Maccabi Haifa       | 6  | 1 | 2 | 3 | 5   | 6  | 9  | −3 |
| 4.  | Sjachtjor Karaganda | 6  | 0 | 2 | 4 | 2   | 5  | 10 | −5 |

* Geplaatst voor de volgende ronde. Door onderling resultaat (1-1 en 2-2) eindigt AZ op de 1e plek in de groep. 

** Geplaatst voor de volgende ronde.

### Wedstrijdverslagen vanaf laatste 32
| | |               | | |
| Laatste 32 Donderdag 20 februari 2014, 19.00 uur                                                                         | Slovan Liberec                                                                                         | 0 - 1 (0 - 0) | AZ | : Nick Viergever |
| Stadion u Nisy, Liberec toeschouwers: 6.700 Scheidsrechter: Alexandru Tudor                                              | Isaac Sackey 45+1' Serhiy Rybalka 88'                                                                  |               | '57 Etiënne Reijnen '89 Nick Viergever '90+2 Jan Wuytens                                                    | Basisopstelling AZ: Esteban; Etiënne Reijnen, Jeffrey Gouweleeuw, Jan Wuytens, Nick Viergever; Nemanja Gudelj, Celso Ortíz, Viktor Elm; Johann Berg Gudmundsson, Aron Jóhannsson, Roy Beerens                                                                                |
| Bijzonderheden: | |               | | |
| | |               | | |
| Laatste 32 Donderdag 27 februari 2014, 21.05 uur                                                                         | AZ | 1 - 1 (1 - 0) | Slovan Liberec                                                                                              | : Nick Viergever |
| AFAS Stadion, Alkmaar toeschouwers: 10.272 Scheidsrechter: Sergeii Boiko                                                 | Nick Viergever 19' Jeffrey Gouweleeuw 48' Nick Viergever 63' Fernando Lewis 79'                        |               | '41 Josef Šural '44 Vladimir Coufal '68 Yevhen Budnik '72 Yevhen Budnik                                     | Basisopstelling AZ: Esteban; Etiënne Reijnen, Jeffrey Gouweleeuw, Jan Wuytens, Nick Viergever; Nemanja Gudelj, Celso Ortíz, Viktor Elm; Johann Berg Gudmundsson, Aron Jóhannsson, Roy Beerens Toegepaste wissels AZ: '75 A. Jóhannsson Lewis '87 Beerens Poulsen             |
| Bijzonderheden: | |               | | |
| | |               | | |
| Laatste 16 Donderdag 13 maart 2014, 21.05 uur                                                                            | AZ | 1 - 0 (1 - 0) | Anzji Machatsjkala                                                                                          | : Nick Viergever |
| AFAS Stadion, Alkmaar toeschouwers: 9.653 Scheidsrechter: Daniele Orsato                                                 | Aron Jóhannsson (pen) 29' Jeffrey Gouweleeuw 34' Jan Wuytens 58'                                       |               | '20 Ewerton '66 Odil Akhmedov '74 Alexandu Epureanu                                                         | Basisopstelling AZ: Esteban; Mattias Johansson, Jeffrey Gouweleeuw, Nick Viergever, Simon Poulsen; Nemanja Gudelj, Celso Ortíz, Viktor Elm; Steven Berghuis, Aron Jóhannsson, Roy Beerens Toegepaste wissels AZ: '24 Berghuis Gudmundsson '46 Poulsen Wuytens                |
| Bijzonderheden: - Trainer Dick Advocaat werd wegens commentaar aan de scheidsrechter in de 54e naar de tribune gestuurd. | |               | | |
| | |               | | |
| Laatste 16 Donderdag 20 maart 2014, 18.00 uur                                                                            | Anzji Machatsjkala                                                                                     | 0 - 0 (0 - 0) | AZ | : Nick Viergever |
| Satoern Stadion, Ramenskoje toeschouwers: 3.896 Scheidsrechter: Craig Thomson                                            | Gija Grigalava 43' Vladimir Sobolev 69' Kamil Agalarov 81' Oleksandr Alijev 85' Karlen Mkrtchyan 90+3' |               | '62 Jan Wuytens                                                                                             | Basisopstelling AZ: Esteban; Mattias Johansson, Etiënne Reijnen, Jan Wuytens, Nick Viergever, Simon Poulsen; Nemanja Gudelj, Steven Berghuis, Viktor Elm; Aron Jóhannsson, Roy Beerens                                                                                       |
| Bijzonderheden: - De wedstrijd zal gespeeld worden om 21:00 lokale tijd. - Trainer Dick Advocaat was geschorst.          | |               | | |
| | |               | | |
| Kwartfinale Donderdag 3 april 2014, 21.05 uur                                                                            | AZ | 0 - 1 (0 - 0) | SL Benfica                                                                                                  | : Nick Viergever |
| AFAS Stadion, Alkmaar toeschouwers: 16.906 Scheidsrechter: Svein Oddvar Moen                                             | Mattias Johansson 78'                                                                                  |               | '48 Eduardo Salvio '61 Nicolás Gaitán '90 Guilherme Siqueira '90+2 Eduardo Salvio '90+5 Maximiliano Pereira | Basisopstelling AZ: Esteban; Mattias Johansson, Jeffrey Gouweleeuw, Nick Viergever, Simon Poulsen; Nemanja Gudelj, Celso Ortíz, Viktor Elm; Steven Berghuis, Aron Jóhannsson, Roy Beerens Toegepaste wissels AZ: '49 Poulsen Gudmundsson '81 Gudelj Henriksen                |
| Bijzonderheden: | |               | | |
| | |               | | |
| Kwartfinale Donderdag 10 april 2014, 21.05 uur                                                                           | SL Benfica                                                                                             | 2 - 0 (1 - 0) | AZ | : Nick Viergever |
| Estádio da Luz, Lissabon toeschouwers: 35.723 Scheidsrechter: Pavel Královec                                             | Eduardo Salvio 30' Rodrigo 39' Rodrigo 71' André Gomes 78'                                             |               | '23 Steven Berghuis                                                                                         | Basisopstelling AZ: Esteban; Mattias Johansson, Jeffrey Gouweleeuw, Jan Wuytens, Nick Viergever; Nemanja Gudelj, Celso Ortíz, Viktor Elm; Steven Berghuis, Aron Jóhannsson, Roy Beerens Toegepaste wissels AZ: '77 Beerens Gudmundsson '77 Berghuis Haye '79 Ortíz Henriksen |
| Bijzonderheden: - De wedstrijd begon om 20.05 lokale tijd. - AZ uitgeschakeld                                            | |               | | |

### Statistieken Europa League
Bijgewerkt t/m 10 april 2014 
| Speler                  | Wedstr. | Aantal doelpunten | Aantal gele kaarten | Aantal 2× geel | Aantal rode kaarten | Aantal keren gewisseld | Aantal keren ingevallen |
| ----------------------- | ------- | ----------------- | ------------------- | -------------- | ------------------- | ---------------------- | ----------------------- |
| Denni Avdić             | 4       | -                 | -                   | -              | -                   | -                      | 3                       |
| Roy Beerens             | 13      | -                 | -                   | -              | -                   | 6                      | -                       |
| Steven Berghuis         | 7       | -                 | 1                   | -              | -                   | 2                      | 2                       |
| Viktor Elm              | 11      | -                 | -                   | -              | -                   | 3                      | 1                       |
| Esteban                 | 13      | -                 | 3                   | -              | -                   | -                      | -                       |
| Donny Gorter            | 2       | 1                 | 1                   | -              | -                   | -                      | 1                       |
| Jeffrey Gouweleeuw      | 12      | 1                 | 4                   | -              | -                   | -                      | -                       |
| Nemanja Gudelj          | 14      | 1                 | 1                   | -              | -                   | 1                      | -                       |
| Johann Berg Gudmundsson | 13      | 5                 | -                   | -              | -                   | 1                      | 5                       |
| Ridgeciano Haps         | 1       | -                 | -                   | -              | -                   | 1                      | -                       |
| Thom Haye               | 1       | -                 | -                   | -              | -                   | -                      | 1                       |
| Markus Henriksen        | 5       | -                 | -                   | -              | 1                   | -                      | 3                       |
| Wesley Hoedt            | 1       | -                 | -                   | -              | -                   | -                      | -                       |
| Aron Jóhannsson         | 14      | 2                 | 1                   | -              | -                   | 6                      | 1                       |
| Mattias Johansson       | 11      | -                 | 1                   | -              | -                   | -                      | -                       |
| Thomas Lam              | 1       | 1                 | -                   | -              | -                   | -                      | -                       |
| Fernando Lewis          | 2       | -                 | 2                   | -              | -                   | 1                      | 1                       |
| Celso Ortiz             | 10      | 1                 | 1                   | -              | -                   | 1                      | -                       |
| Joris van Overeem       | 1       | -                 | -                   | -              | -                   | -                      | 1                       |
| Willie Overtoom         | 4       | -                 | 1                   | -              | -                   | 1                      | 3                       |
| Maarten Martens         | 6       | -                 | -                   | -              | -                   | -                      | 2                       |
| Simon Poulsen           | 4       | -                 | -                   | -              | -                   | 2                      | 1                       |
| Etiënne Reijnen         | 4       | -                 | 1                   | -              | -                   | -                      | -                       |
| Nick Viergever          | 13      | 2                 | 2                   | -              | -                   | 1                      | -                       |
| Yves De Winter          | 1       | -                 | -                   | -              | -                   | -                      | -                       |
| Jan Wuytens             | 12      | -                 | 3                   | -              | -                   | -                      | 1                       |
| Totaal                  | 14      | 14                | 22                  | -              | 1                   | -                      | -                       |

ADO Den Haag ·
Ajax ·
AZ ·
SC Cambuur ·
Feyenoord ·
Go Ahead Eagles ·
FC Groningen ·
sc Heerenveen ·
Heracles Almelo ·
NAC Breda ·
N.E.C. ·
PEC Zwolle · 
PSV ·
RKC Waalwijk ·
Roda JC Kerkrade ·
FC Twente ·
FC Utrecht ·
Vitesse